# スルーズ

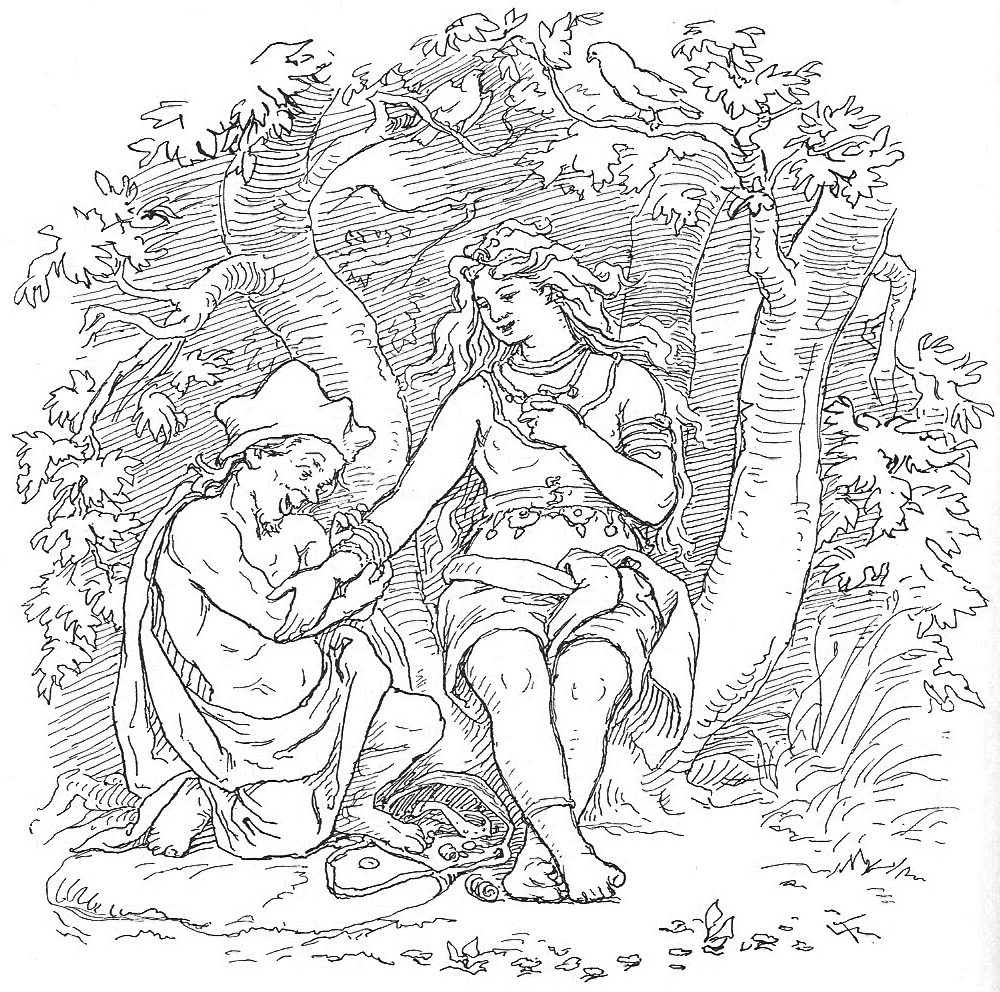
アルヴィースとスルーズ。ローランス・フレーリク画

スルーズ（古ノルド語: Þrúðr、ラテン文字: ThrúdまたはThrud）は、北欧神話の登場人物であり、その名は「強き者」を意味する 。
トールとシヴの娘として知られているほか、スルーズという名前はヴァルハラでエインヘリャルにエールをふるまうワルキューレの一柱の名前としてもあがっている。
トールとシヴの娘としてのスルーズと、ワルキューレとしてのスルーズが同一人物であったか否は定かではない。

## 主なエピソード

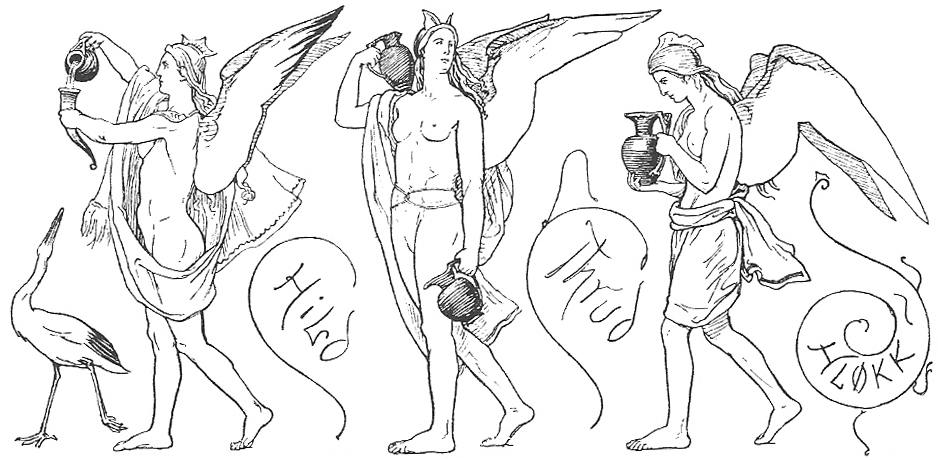
ヴァルハラで死者たちにエールをふるまう、ワルキューレのヒルドルとスルーズとフレック

### 『古エッダ』
『古エッダ』の『アルヴィースの言葉』において、ドヴェルグのアルヴィースが「トールの娘を嫁にもらう」と言う場面があり、娘の名について言及はないものの、この娘はスルーズのことではないかとされている。

### 『スノッリのエッダ』
スノッリのエッダの『詩語法』 (4) においてトールが「スルーズの父」(faðir Þrúðar)というケニングで呼ばれる場面があり、Eysteinn Valdasonはトールをたたえる詩の中でこのケニングを用いているほか、『詩語法』(21) では、スルーズの母としてシフの名が挙げられている。
ブラギ・ボッダソンの『ラグナル頌歌』では、霜の巨人の一人であるフルングニルについて「スルーズの奪い手」というケニングが割り当てられているものの、このケニングの由来について直接的に言及した資料は存在しない。
スノッリがトールとフルングニルの戦いについて言及している『詩語法』 (17)では、全く異なる原因について言及されており、スカルド詩人フヴィーンのショーゾールヴルの『長き秋』では理由もなく戦う様子が描写されているだけである。

『長き秋』では「巨人スィアチによるイズンの拉致」と「トールとフルングニルの戦い」が『スノッリのエッダ』への引用という形で現存している。スカルド詩の研究者であるマーガレット・クルーニーズ・ロスは、いずれの話も巨人が女神を拉致して失敗に終わった挙句殺されるという内容であることから、これらの2つのエピソードは補足的なものではないかとみている。

また、エイリーヴル・ゴズルーナルソンのスカルド詩『ソール頌歌』(18)では、トールに対して「スルーズに対して激しい熱望を抱く者」(þrámóðnir Þrúðar)というケニングが使われている。

### エーランド島のルーン石碑（Karlevi Runestone）
スルーズの存在はエーランド島にあるKarlevi Runestoneというルーン石碑の中でも言及されている。10世紀に作られたこの石碑には、リーダー格の人物が「スルーズの木」（"tree of Þrúðr"）と呼ばれる箇所が存在する。

## ケニング
前述のルーン石碑をはじめ、スルーズの名はリーダー格の人物や女性に対するケニングとして用いられた。後者の使用例として、Ormr Steinþórssonが女性を題材とした詩の中で用いたhrosta lúðrs gæi-Þrúðrというケニングがある。研究者のAnthony Faulkesはこのケニングについて「麦芽の箱（あるいは麦芽汁の桶）およびエール瓶を持つ者」であるとみている。

## 参考資料
- Clunies Ross, Margaret (1994). Prolonged Echoes. Old Norse Myths in medieval Northern Society. Vol. 1: The myths. Odense: Odense University Press. The Viking Collection; vol. 7. ISBN 87-7838-008-1.
- Faulkes, Anthony (1998), edition of: Snorri Sturluson. Edda. Skáldskaparmál. 2. Glossary and Index of Names. London: Viking Society for Northern Research. ISBN 0-903521-38-5.
- Lindow, John (2001). Norse Mythology: A Guide to the Gods, Heroes, Rituals, and Beliefs. Oxford University Press. ISBN 0-19-515382-0.
- Rundata 2.0 for Windows.
- Simek, Rudolf (1987). Dictionary of Northern Mythology. Translated by Angela Hall. Cambridge: D. S. Brewer, 1996. ISBN 0-85991-513-1.